# René Colaert
 (mai 2023).
La mise en forme du texte ne suit pas les recommandations de Wikipédia : il faut le « wikifier ».
Les points d'amélioration suivants sont les cas les plus fréquents :
- Les titres sont pré-formatés par le logiciel. Ils ne sont ni en capitales, ni en gras.
- Le texte ne doit pas être écrit en capitales (les noms de famille non plus), ni en gras, ni en italique, ni en « petit »…
- Le gras n'est utilisé que pour surligner le titre de l'article dans l'introduction, une seule fois.
- L'italique est rarement utilisé : mots en langue étrangère, titres d'œuvres, noms de bateaux, etc.
- Les citations ne sont pas en italique mais en corps de texte normal. Elles sont entourées par des guillemets français : « et ».
- Les listes à puces sont à éviter, des paragraphes rédigés étant largement préférés. Les tableaux sont à réserver à la présentation de données structurées (résultats, etc.).
- Les appels de note de bas de page (petits chiffres en exposant, introduits par l'outil «  Source ») sont à placer entre la fin de phrase et le point final[comme ça].
- Les liens internes (vers d'autres articles de Wikipédia) sont à choisir avec parcimonie. Créez des liens vers des articles approfondissant le sujet. Les termes génériques sans rapport avec le sujet sont à éviter, ainsi que les répétitions de liens vers un même terme.
- Les liens externes sont à placer uniquement dans une section « Liens externes », à la fin de l'article. Ces liens sont à choisir avec parcimonie suivant les règles définies. Si un lien sert de source à l'article, son insertion dans le texte est à faire par les notes de bas de page.
- La présentation des références doit suivre les conventions bibliographiques. Il est recommandé d'utiliser les modèles {{Ouvrage}}, {{Chapitre}}, {{Article}}, {{Lien web}} et/ou {{Bibliographie}}. Le mode d'édition visuel peut mettre en forme automatiquement les références.
- Insérer une infobox (cadre d'informations à droite) n'est pas obligatoire pour parachever la mise en page.

Pour une aide détaillée, merci de consulter Aide:Wikification.
Si vous pensez que ces points ont été résolus, vous pouvez retirer ce bandeau et améliorer la mise en forme d'un autre article.
René Colaert (10 mars 1848 - 3 septembre 1927) est une personnalité politique belge d'orientation catholique reconnue pour ses contributions dans les domaines juridique et politique.

## Vie personnelle
Né à Poperinge, René Colaert entreprend ses études au Collège épiscopal avant de les poursuivre à l'université de Louvain. Afin de subvenir à ses besoins financiers, il dispense des cours particuliers de philosophie et de droit à ses camarades moins avancés.

### Carrière d'avocat
En décembre 1877, René Colaert établit sa résidence à Ypres en tant qu'avocat et candidat notaire, tout en assumant le rôle d'avocat commis d'office. En peu de temps, il intègre le barreau d'Ypres. Il se voit ainsi offrir de nouvelles perspectives professionnelles en tant qu'avocat. Cependant, son intérêt pour la politique le conduit à embrasser une nouvelle voie, mettant ainsi ses compétences au service de son engagement politique.

### Décès et funérailles
René Colaert décède à l'âge de 79 ans, le 3 septembre 1927, dans sa ville natale d'Ypres. Malgré son désir de simplicité, ses funérailles qui se déroulent à l'église paroissiale de Saint-Jacques suscitent une immense affluence. Les habitants d'Ypres, y compris la colonie britannique, se rassemblent dans les artères principales pour lui rendre un dernier hommage. Un requiem solennel résonne dans l'église Saint-Jacques.

### Lieu de repos final
Les dépouilles de René Colaert se trouvent dans le caveau familial situé dans le cimetière de la ville d'Ypres. Ce cimetière est également le lieu de repos du prince Maurice de Battenberg, cousin du roi George, ainsi que de nombreux soldats britanniques tombés dans le Saillant.

### Héritage familial
Le bourgmestre d'Ypres laisse dans son sillage deux filles qui ont toutes deux bénéficié d'une partie de leur éducation à Maynooth, en Irlande.

## Vie politique

### Début de carrière politique
Dès ses débuts, René Colaert a suscité l'intérêt des leaders du parti catholique. Lorsque Monsieur Biebuyck, membre du Congrès National, décède, c'est le jeune avocat Colaert qui remporte les suffrages des électeurs de l'arrondissement d'Ypres lors des élections partielles du 20 février 1884. Depuis lors, il siège à la Chambre des représentants en tant que représentant catholique de l'arrondissement d'Ypres. En novembre 1925, il a présidé l'ouverture de la dernière session en tant que Doyen d'âge.

### Engagement parlementaire
René Colaert a maintenu son siège au Parlement sans interruption depuis son élection en 1884, ce qui représente une période de 42 ans. Il a été remplacé par son suppléant, le Dr Brutsaert, en 1926. Pendant cette période, Colaert a joué un rôle actif, notamment en tant que rapporteur du budget de l'intérieur, membre de la Commission de révision du Code civil et du Code de procédure civile, ainsi qu'en tant que partisan de la protection agricole,.

#### Contributions législatives
René Colaert a pris une part active à l'élaboration de plusieurs lois tout au long de sa carrière politique. Il a notamment été rapporteur de projets de loi portant sur divers sujets tels que la réduction des taxes sur le tabac, la répression des abus dans les administrations publiques de bienfaisance, la diminution du taux d'intérêt légal, la protection de l'enfance, la recherche de la paternité et les amendements à la loi de 1801 sur le vagabondage. Il a également pris part aux débats sur des lois importantes, notamment celles concernant la propriété intellectuelle, le Code rural, la collation des grades universitaires, le contrat de transport, les plaidoiries devant les tribunaux de première instance et le nouveau Code électoral. En outre, il a soumis une proposition de révision de l'article 53 de la Constitution, dans laquelle il proposait que l'électorat sénatorial soit réservé aux seuls électeurs ayant un ou deux votes supplémentaires conformément à l'article 47 nouveau, chaque citoyen n'ayant droit qu'à un seul suffrage.

### Engagement au niveau local
En parallèle à sa carrière parlementaire, René Colaert s'est impliqué activement au niveau local. En 1887, il est élu au Conseil communal d'Ypres, devenant ainsi le premier conseiller catholique depuis un demi-siècle. En 1891, il pave la voie à une majorité catholique à l'Hôtel de ville et devient le premier échevin chargé de l'instruction publique et des beaux-arts. Il occupe également la présidence de la Commission administrative de l'Académie, de l'École industrielle et de l'École de musique d'Ypres.

### Bourgmestre d'Ypres
À partir du 5 mars 1900, René Colaert assume le poste de bourgmestre d'Ypres, succédant au Baron Surmont de Volsberghe, et le conserve jusqu'à son décès en septembre 1927. Par ailleurs, depuis 1907, il est membre de la Société nationale des chemins de fer vicinaux.

### Héritage politique et local important
Ayant exercé pendant 40 ans en tant que conseiller communal, 9 ans en tant qu'échevin et 27 ans en tant que bourgmestre, il a consacré une grande partie de sa vie au service de sa communauté. Il fait partie des derniers représentants de la droite traditionnelle de son époque, qui avait été marquée par des divisions au sein du parti catholique. Sa carrière a été entachée par des disputes politiques internes et les répercussions de la politique anti-belge. Il est le seul bourgmestre d'Ypres décédé en fonction depuis 1830.

### Bourgmestre restaurateur
René Colaert s'investit pleinement dans la préservation et la restauration des monuments historiques d'Ypres. Il consacre sa vie à préserver le patrimoine culturel de la ville et à lui redonner sa grandeur passée.

#### Restauration des monuments d'Ypres
Le Bourgmestre d'Ypres est très impliqué dans la restauration des monuments historiques d'Ypres et il est passionné par cette entreprise. Il travaille activement à stimuler et à encourager les initiatives privées visant à embellir la ville. Grâce à ses efforts, Ypres retrouve sa place parmi les villes d'art célèbres d'Europe en 1914, attirant un grand nombre de touristes et suscitant leur intérêt.

#### Destruction et l'épreuve de la Guerre
Cependant, René Colaert est confronté à un destin tragique lorsque la première guerre mondiale éclate en 1914. Après avoir consacré une grande partie de sa vie à la restauration des monuments historiques d'Ypres, il voit avec horreur la ville dévastée par les combats. La destruction des bâtiments est particulièrement douloureuse pour le bourgmestre, qui a œuvré pour préserver le patrimoine culturel de sa ville natale. Malheureusement, tous les efforts de restauration sont réduits à néant.

#### Reconstruction d'Ypres
Après la Première Guerre mondiale, René Colaert utilise son expérience en tant que député et son influence pour contribuer à la reconstruction de la région d'Ypres, qui avait été complètement dévastée. En collaboration avec l'architecte flamand Jules Coomans, il joue un rôle central dans les efforts de restauration de la ville. Malgré les épreuves traversées, son rêve persiste : voir la cité antique d'Ypres renaitre à l'identique, avec ses monuments incomparables.

#### Campagne pour la renaissance d'Ypres
Bien qu'il avance en âge, René Colaert demeure maire d'Ypres et s'investit dans la restauration de la ville. Il consacre tous ses efforts à redonner à Ypres toute sa splendeur d'antan. Même s'il ne vit suffisamment longtemps pour voir la réalisation complète de son rêve, il mène néanmoins une campagne passionnée qui remporte un succès retentissant, lui permettant ainsi de savourer partiellement la renaissance d'Ypres. Malgré les lacunes subsistantes et le fait que la ville ne soit pas encore pleinement restaurée comme par le passé, les efforts répétés de René Colaert ont permis de voir Ypres se reconstruire.

## Vie militaire
Le rôle du bourgmestre d'Ypres a été significatif dans l'histoire de sa ville natale durant et après la Première Guerre mondiale.

### Épisode du 7 octobre 1914 - La défense d'Ypres
Pendant la Première Guerre mondiale, la ville d'Ypres était confrontée à une menace de l'armée allemande, composée de quinze mille soldats, qui cherchait à prendre le contrôle de la région. En tant que maire, René Colaert a fait preuve de présence et de détermination face au général allemand et à son armée. Il a réussi à préserver ses concitoyens des pires atrocités d'une occupation allemande annoncée comme brutale.

### Défenseur de la sécurité et de la reconstruction
Durant la Première Guerre mondiale, René Colaert a été fait prisonnier par les Allemands, mais cela n'a fait qu'accroître sa détermination à garantir la sécurité de sa ville. Malgré les circonstances difficiles, il s'est efforcé de maintenir l'ordre et la stabilité.

## Défenseur du droit de vote des femmes et militant pour l'égalité des sexes
Réné Colaert est reconnu pour son plaidoyer en faveur de l'extension du droit de vote aux femmes. Convaincu de l'importance de l'émancipation des femmes, il a activement milité pour l'idée d'accorder le droit de vote aux femmes en Belgique. Il a soutenu que le vote devrait être accordé aux femmes sur la base des mêmes critères que pour les hommes, qu'il pouvait être intégré à n'importe quel système électoral et qu'il s'agissait d'un droit naturel qui devait être reconnu à tous, femmes et hommes.

### Engagement précoce en faveur du suffrage féminin
À partir de 1901, René Colaert, qui était alors député, a exprimé son soutien à l'émancipation des femmes en militant pour leur droit de vote. Il a co-écrit une brochure intitulée « La femme électeur » avec le journaliste René Henry, dans laquelle il considérait le vote des femmes comme un moyen de lutter contre le socialisme,.

### Création du Féminisme chrétien de Belgique
En 1902, René Colaert, en collaboration avec René Henry et Louise Van den Plas, établit le Féminisme chrétien de Belgique, une organisation qui cherche à intégrer la question de l'émancipation des femmes au sein du parti catholique,. René Colaert est élu président de l'organisation.

### Proposition de loi pour l'admission des femmes au droit de vote communal
René Colaert et d'autres membres du parti catholique proposent en 1919 une loi visant à permettre aux femmes d'avoir le droit de vote lors des élections communales. Ils considèrent que c'est une question de justice et de droit, et leur proposition est approuvée par la Chambre des Représentants le 24 décembre de cette année-là.

### Adoption du droit de vote pour les femmes
Le bourgmestre-restaurateur continue de défendre le droit de vote des femmes tout au long de sa vie. En 1952, il plaide pour l'inscription à l'ordre du jour de la proposition de loi sur le vote provincial qui inclut l'octroi du droit de vote aux femmes. La Chambre des Représentants adopte finalement cette proposition le 1er avril 1952, avec un vote de 86 voix pour, 71 contre et 5 abstentions.

## Distinctions
- Grand officier de l'ordre de Léopold en 1919 (Belgique).
- Grand-croix de l'ordre de la Couronne (Belgique)[2],[20].